# Claire Augros
Pour les articles homonymes, voir Augros.
Claire Augros, née le 26 juin 1975 à Dijon, est une escrimeuse française, pratiquant l'épée.
Elle remporte la médaille de bronze individuelle aux Championnats d'Europe d'escrime 2003 à Bourges.